# Saint-Bouize
Saint-Bouize est une commune française située dans le département du Cher, en région Centre-Val de Loire.

## Géographie

### Climat
Pour des articles plus généraux, voir Climat du Centre-Val de Loire et Climat du Cher.
En 2010, le climat de la commune est de type climat océanique dégradé des plaines du Centre et du Nord, selon une étude du CNRS s'appuyant sur une série de données couvrant la période 1971-2000. En 2020, Météo-France publie une typologie des climats de la France métropolitaine dans laquelle la commune est exposée à un climat océanique altéré et est dans la région climatique  Centre et contreforts nord du Massif Central, caractérisée par un air sec en été et un bon ensoleillement. 
Pour la période 1971-2000, la température annuelle moyenne est de 10,7 °C, avec une amplitude thermique annuelle de 15,5 °C. Le cumul annuel moyen de précipitations est de 731 mm, avec 11,3 jours de précipitations en janvier et 7,2 jours en juillet. Pour la période 1991-2020, la température moyenne annuelle observée sur la station météorologique la plus proche, située sur la commune d'Étréchy à 18 km à vol d'oiseau, est de 11,5 °C et le cumul annuel moyen de précipitations est de 794,9 mm,. Pour l'avenir, les paramètres climatiques de la commune estimés pour 2050 selon différents scénarios d'émission de gaz à effet de serre sont consultables sur un site dédié publié par Météo-France en novembre 2022.

## Urbanisme

### Typologie
Au 1er janvier 2024, Saint-Bouize est catégorisée commune rurale à habitat dispersé, selon la nouvelle grille communale de densité à 7 niveaux définie par l'Insee en 2022.
Elle est située hors unité urbaine. Par ailleurs la commune fait partie de l'aire d'attraction de Saint-Satur - Sancerre, dont elle est une commune de la couronne,. Cette aire, qui regroupe 14 communes, est catégorisée dans les aires de moins de 50 000 habitants,.

### Occupation des sols
L'occupation des sols de la commune, telle qu'elle ressort de la base de données européenne d’occupation biophysique des sols Corine Land Cover (CLC), est marquée par l'importance des territoires agricoles (71 % en 2018), une proportion identique à celle de 1990 (71 %). La répartition détaillée en 2018 est la suivante : 
terres arables (36,1 %), forêts (29 %), prairies (28,1 %), zones agricoles hétérogènes (6,8 %).
L'évolution de l’occupation des sols de la commune et de ses infrastructures peut être observée sur les différentes représentations cartographiques du territoire : la carte de Cassini (XVIIIe siècle), la carte d'état-major (1820-1866) et les cartes ou photos aériennes de l'IGN pour la période actuelle (1950 à aujourd'hui).

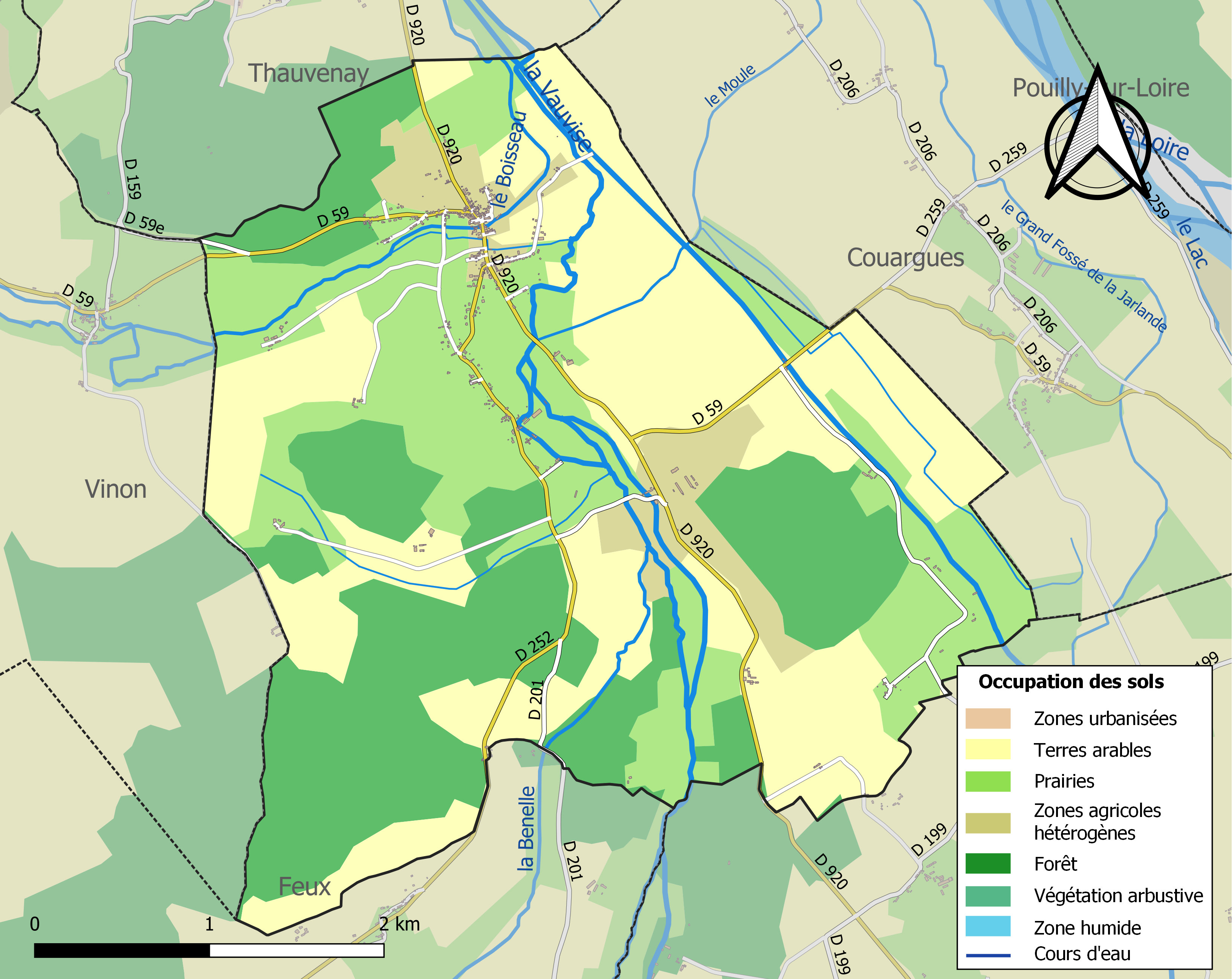
Carte des infrastructures et de l'occupation des sols de la commune en 2018 (CLC).

### Risques majeurs
Le territoire de la commune de Saint-Bouize est vulnérable à différents aléas naturels : météorologiques (tempête, orage, neige, grand froid, canicule ou sécheresse), inondations, mouvements de terrains et séisme (sismicité très faible). Un site publié par le BRGM permet d'évaluer simplement et rapidement les risques d'un bien localisé soit par son adresse soit par le numéro de sa parcelle.
Certaines parties du territoire communal sont susceptibles d’être affectées par le risque d’inondation par débordement de cours d'eau, notamment le canal latéral à la Loire, la Vauvise, la Benelle et le Boisseau. La commune a été reconnue en état de catastrophe naturelle au titre des dommages causés par les inondations et coulées de boue survenues en 1982, 1999 et 2016,.

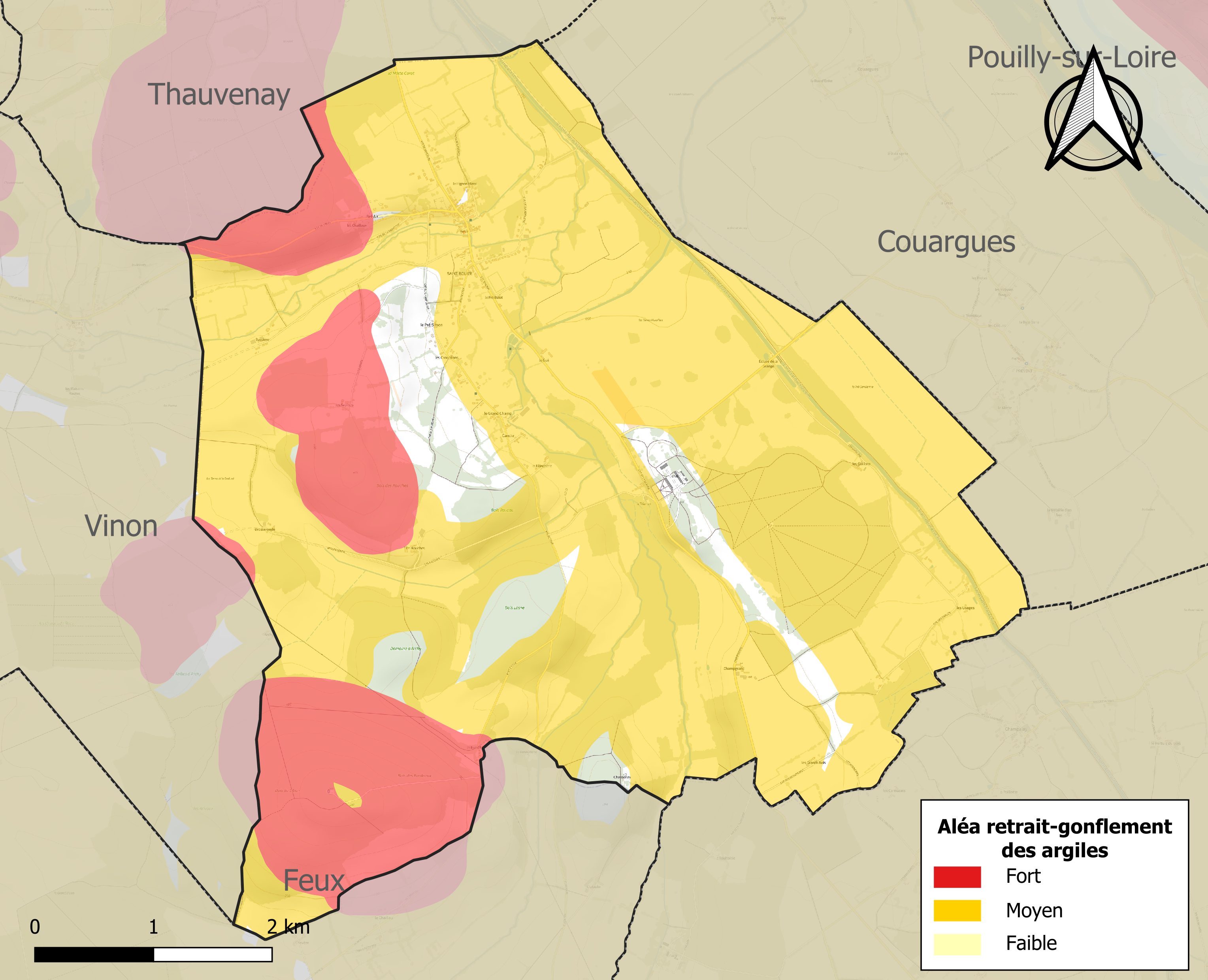
Carte des zones d'aléa retrait-gonflement des sols argileux de Saint-Bouize.

La commune est vulnérable au risque de mouvements de terrains constitué principalement du retrait-gonflement des sols argileux. Cet aléa est susceptible d'engendrer des dommages importants aux bâtiments en cas d’alternance de périodes de sécheresse et de pluie. 91,4 % de la superficie communale est en aléa moyen ou fort (90 % au niveau départemental et 48,5 % au niveau national). Sur les 230 bâtiments dénombrés sur la commune en 2019, 223 sont en aléa moyen ou fort, soit 97 %, à comparer aux 83 % au niveau départemental et 54 % au niveau national. Une cartographie de l'exposition du territoire national au retrait gonflement des sols argileux est disponible sur le site du BRGM,.
Concernant les mouvements de terrains, la commune a été reconnue en état de catastrophe naturelle au titre des dommages causés par la sécheresse en 2018 et 2020 et par des mouvements de terrain en 1999.

## Histoire
Au cours de la Révolution française, la commune porta provisoirement le nom de Les Jardins.

## Politique et administration
| Période                                  | Période                         | Identité                    | Étiquette | Qualité                                                   |
| ---------------------------------------- | ------------------------------- | --------------------------- | --------- | --------------------------------------------------------- |
| Les données manquantes sont à compléter. |                                 |                             |           |                                                           |
| 1898                                     | 1939                            | Camille Guyot de Villeneuve |           |                                                           |
| mars 1995                                | mars 2008                       | Michelle Guillou            | DVD       | Conseillère générale (2011-2015)                          |
| mars 2008                                | En cours (au 27 septembre 2014) | Anne-Marie Terrefond,       |           | Profession intermédiaire de la santé et du travail social |

## Démographie
L'évolution du nombre d'habitants est connue à travers les recensements de la population effectués dans la commune depuis 1793. Pour les communes de moins de 10 000 habitants, une enquête de recensement portant sur toute la population est réalisée tous les cinq ans, les populations de référence des années intermédiaires étant quant à elles estimées par interpolation ou extrapolation. Pour la commune, le premier recensement exhaustif entrant dans le cadre du nouveau dispositif a été réalisé en 2006.

En 2022, la commune comptait 258 habitants, en évolution de −17,31 % par rapport à 2016 (Cher : −2,48 %, France hors Mayotte : +2,11 %).
| 1793 | 1800 | 1806 | 1821 | 1831 | 1836 | 1841 | 1846 | 1851 |
| ---- | ---- | ---- | ---- | ---- | ---- | ---- | ---- | ---- |
| 412  | 411  | 420  | 475  | 450  | 523  | 573  | 624  | 745  |

| 1856 | 1861 | 1866 | 1872 | 1876 | 1881 | 1886 | 1891 | 1896 |
| ---- | ---- | ---- | ---- | ---- | ---- | ---- | ---- | ---- |
| 768  | 784  | 816  | 841  | 844  | 851  | 831  | 837  | 823  |

| 1901 | 1906 | 1911 | 1921 | 1926 | 1931 | 1936 | 1946 | 1954 |
| ---- | ---- | ---- | ---- | ---- | ---- | ---- | ---- | ---- |
| 740  | 715  | 666  | 556  | 544  | 481  | 453  | 407  | 373  |

| 1962 | 1968 | 1975 | 1982 | 1990 | 1999 | 2006 | 2011 | 2016 |
| ---- | ---- | ---- | ---- | ---- | ---- | ---- | ---- | ---- |
| 365  | 336  | 348  | 348  | 313  | 295  | 322  | 339  | 312  |

| 2021 | 2022 | - | - | - | - | - | - | - |
| ---- | ---- | - | - | - | - | - | - | - |
| 276  | 258  | - | - | - | - | - | - | - |

## Culture locale et patrimoine

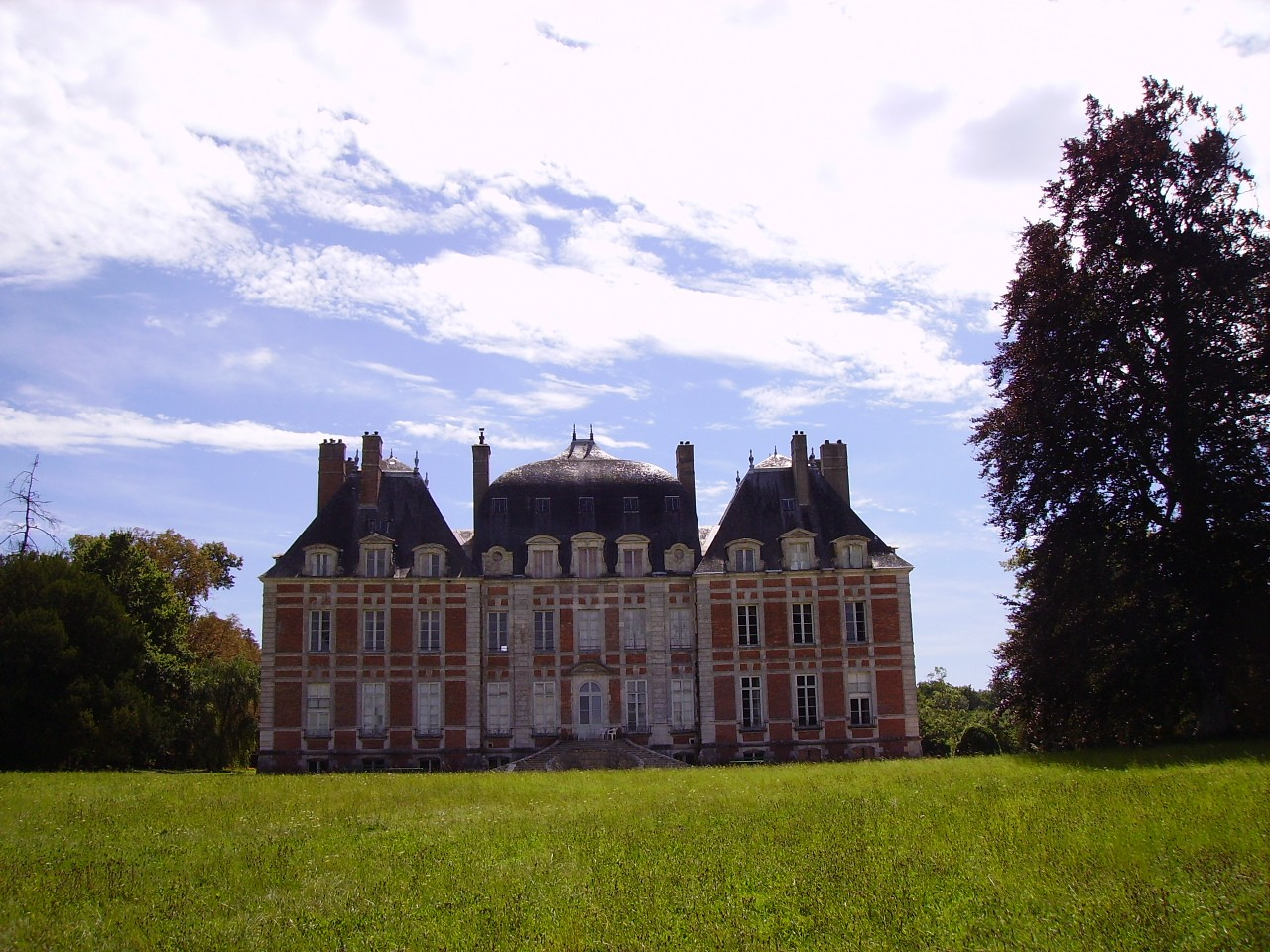
Façade nord du château.

### Lieux et monuments
- Château de Montalivet-Lagrange, construit en 1590. L'édifice est partiellement classé et inscrit au titre des monuments historiques en 1997 et 1999[24].
- Église Saint-Baudel (XIIe siècle pour ses parties les plus anciennes) : Érigée en quatre étapes, la base est une église romane berrichonne « pure », composée de deux rectangles construits au XIIe siècle. Au XIVe siècle, une tour est élevée par le comte de Sancerre, à la demande des paroissiens. Au cœur des guerres de Religion, la tour souffre : elle était deux fois plus haute à l'origine. Au XVIIIe siècle, une sacristie est construite, puis en 1836 une chapelle. En 1850, le curé demande sa démolition pour un édifice plus moderne, ce qui sera refusé[25]. L'église est inscrite au titre des monuments historiques en 1987[26].
- Pont-canal du Moule qui permet au canal latéral à la Loire de franchir la rivière du Moule, 1893.
- Cimetière de Saint-Bouize

### Personnalités liées à la commune
- Jean-Pierre Bachasson, comte de Montalivet, ministre de l'intérieur de Napoléon Ier, décédé au château de Lagrange-Montalivet en 1823.
- Camille Bachasson, comte de Montalivet, comte, ministre, ami et exécuteur testamentaire du roi Louis Philippe, décédé au château de Lagrange en 1880.
- Jean Guyot de Villeneuve, petit-fils du précédent, né au château de Lagrange le 9 février 1864, député nationaliste, acteur principal de l'affaire des fiches.
- Pierre Philippe (1909-1995), pianiste des Frères Jacques, y est mort.